# 波旁-帕爾馬的瑪格麗塔
波旁-帕爾馬的瑪格麗塔（義大利語：Margherita di Borbone-Parma，1847年1月1日—1893年1月29日），馬德里公爵夫人，帕爾馬公爵卡洛三世的女兒。

## 家庭
1867年，瑪格麗塔和西班牙王位覬覦者胡安的長子卡洛斯結婚，兩人共有1子4女：
1. 布蘭卡（英语：Infanta Blanca of Spain）（1868年—1949年）
2. 海梅（1870年—1931年）
3. 艾爾薇拉（西班牙语：Elvira de Borbón y Borbón-Parma）（1871年—1929年）
4. 碧亞特麗絲（西班牙语：Beatriz de Borbón y Borbón-Parma）（1874年—1961年）
5. 愛莉西婭（西班牙语：Alicia de Borbón y Borbón-Parma）（1876年—1975年）